# Chemos
A jugoszláviai műanyaggyártás legkiemelkedőbb centruma volt 1979 és 1989 között a palicsi Chemos műanyagfeldolgozó.[forrás?] 700 dolgozóval fejlett cipőalkatrész, élelmiszer csomagoló- és kozmetikai csomagolóanyag gyártás folyt a gyárban. Saját szerszámkészítő üzeme, laboratóriuma és dizájnközpontja volt. A híres gyárközpontot a balkáni háború tette tönkre.

## Története

### Előzmények
Az üzemet 1957 elején saját gépeivel mindössze három munkással indította a bakelitfeldolgozó üzemrészleget Samu István. A Chemos Palics társult munka alapszervezet Palics község népbizottságának 10373-as számú végzése alapján alakult 1957. december 30-án »Bakelit« önálló Kisipari Műhely – Palics név alatt, a szabadkai Kerületi Bíróságnál Fi. 136 58 szám alatt nyilvántartva.
Ez az alig megszületett szervezet megalakulásakor tíz munkással kezdte meg a munkát (egy vegyésztechnikus, két szakképzett szerszámkészítő, két lakatos és öt szakképzetlen munkás). Az alapeszközök értéke, amelyet a Lőrinc, Berényi, Andrašič összeállítású bizottság vesz át, a jegyzőkönyv bizonysága szerint 15 000 dinár.
A termelés folyamatának kiszelesítésével, tökéletesítésével, valamint az alkalmazottak számának növelésével, 1959. február 5-én új nevet kap a cég: Chemos Vállalat, Palics. Legkelendőbb termékeik közé tartoztak a bakelitből készült villanykörte-foglalatok, amelyeket többféle formában és színben állítottak elő. 1960-ban új üzemépületet avattak, amelyben 1961-ben új hidraulikus prés és egy automata fröccsöntő gép kezdte meg működését, ezzel lehetőség nyílt a bakelit és a karbamid megmunkálása mellett polietilén és különféle hőre lágyoló anyagok megmunkálására is.
A megalakulástól megindult fejlődés olyan iramú volt, hogy kinőtte a kisipari elnevezést, gyáriparrá lett, ezért 1964-ben új nevet kap: Chemos Műanyagtermékek Gyára. Ekkor már a következőkkel foglalkozik: műanyag és bakelit tárgyak gyártása, szerszámokat gyártanak saját céljaik és mások számára is, saját termékeik eladása kicsiben és nagyban.
1965-ben a Chemos önálló üzemegységként beleolvadt a Szabadkai Cipőgyárba, és emiatt törölték a nyilvántartásból. A Szabadkai Kerületi Gazdasági Bíróság 223-as szám alatt tartja nyilván Fi. 527 65 számú végzésével, új név alatt: Solid« Műanyag- és Cipőgyár — Chemos« részlege, Palics, új munkakörrel: tárgyakat készített műanyagokból és mesterséges gyantából, villamossági szigetelő anyagokat gyártott, valamint a szakmához szükséges szerszámok gyártásával foglalkozott. A cipőgyárba integrálódása termékváltást is eredményezett, 1966-ban a termékeik 80%-a már a cipőiparban felhasználásra kerülő termékekből állt. A Chemos által készített műanyag cipősarkakat magyar cipőgyárak is felhasználták termékeikben.
1969. június 5-től egy aktívabb és változatosabb időszak következett, hisz a »Solid« és a belgrádi Genex központi munkástanácsának határozata, valamint a szabadkai Kerületi Gazdasági Bíróság végzése alapján Fi. 653/69 szám alatt új részleg megalakulását jegyezték be Solgen« — Palics néven, a Chemos« vezetése alatt. Később azonban a Solgen kivált és 1972. júniusáig önállóan tevékenykedett, majd a Chemos-szal társul, s továbbra is ennek keretében maradt, közös név alatt.

### Fejlődés
1970. januárjától a Kombinát az Inkotex Társult Vállalat kötelékében dolgozik, s ezzel összhangban változik a cég neve is, így a szabadkai Kerületi Gazdasági Bíróság Fi. 439/70 számú végzése alapján a neve: Solid Cipő-, Műanyag- és Bőrkombinát a belgrádi Inkotex Egyesült Vállalat Társult Szervezete Chemos Társult Munka Alapszervezete, Palics, a következő tevékenységi körrel: műanyag tárgyak, mesterséges gyanta és villamossági szigetelő anyagok gyártása, műanyag poharak, tubusok és más műanyag tárgyak gyártása és értékesítése, a szakmához szükséges szerszámok és gépek előállítása. Ekkor a Chemosnak 120 dolgozója volt.
1973-ban miután a Solid Kombinát kilépett a belgrádi Inkotex Egyesült Vállalatból és gyors fejlődésnek indult, 1973-ban újra változott a Chemos neve, éspedig: Chemos Társult Munka Alapszervezet — Műanyag termékeket feldolgozó gyár, Palics.
1975-ben 13 millió dinár beruházással a régi gyárépület mellett 2000 ngyzetméteren új gyárcsarnok épült. Abban az időben a Chemos 283 munkásával 44 314 435 dinár összjövedelmet valósított meg. Jelentős volt a magyarországi exportja, de termékeit vásárolták amerikai, belga és osztrák cégek is. A szabadkai Kerületi Gazdasági Bíróság Fi. 826 76 számú végzése alapján a munkaszervezet legújabb neve így hangzott: Solid Cipő-, Műanyag- és Bőrfeldolgozó Kombinát Szabadka — Chemos TMASZ, Palics — Horgosi út 91. szám. 1976-ban a Chemosnak már 430 dolgozója volt.
Ez a munkaszervezet az 1980-as években a nomenklatúra szerint a 120-as ágazathoz tartozik, azaz a műanyag feldolgozók közé, amelyeknek munkaköre a következő: műanyag feldolgozása cipő alsórészek gyártásához (műanyag sarkok, foltok, talpak stb.), műanyagok feldolgozása finom csomagolóeszközök gyártására, amelyek közé a műanyag tubusok, flaskók, stb., kozmetikai, gyógyszeripari és vegyipari felhasználásra szolgálnak, műanyagok feldolgozása gyáripari alkatrészek gyártása (autógyártás, villamosipar, bútoripar, a fehér technika céljaira stb.).
A 20 éves időszakot szemlélve láthatjuk, hogy a Chemos mint alapszervezet sok névváltozást szenvedett, hisz termelése állandóan növekedett, új piacokat hódított meg, s így az évek során döntő fontosságú gyáripari ágazattá nőtt, munkásonként jelentős termelő eszközökkel felszerelve.
Az 1980-as évek közepén a  Chemos termelési programját mintegy 5000 négyzetméternyi területű munkacsarnokokban, két termelő részlegben és egy szerszámkészítőben, 600 foglalkoztatottal valósította meg. 1983-ban a Chemos kivált a Szabadkai Bőripari Kombinátból.
A palicsi Chemos Műanyagfeldolgozó Vállalat 1991-ben alakult át részvénytársasággá.

## Díjak, elismerések
A Chemos által gyártott minőséget szemléltetve hagy álljon itt egy pár elismerés felsorolása:
- 1971 Októberi Díj a a kivételes gazdasági eredményekért,[14]
- 1972 Jugoszláv Oszkárt kap a műanyag tubus termékeiért,
- 1972 Vajdasági Május Elsejei Díj a piacokon elért rendkívüli sikereiért,[15]
- 1977 Zlatni savropak díj a kozmetikai csomagolóanyagaiért,
- 1977 Arany Szarvas díj a cipőipari termékeiért,
- 1978 Májusi Díj a kiemelkedő gazdasági eredményért.[16]

## Vezetők
A Chemos gyár igazgatói sokat tettek a fejlődés és a rendkívüli munkamorál megvalósításáért:
- Bláboli Gábor ( 1965-1967)
- Maráci Árpád ( 1967-1970)
- Benák József ( 1970-1976)[6]
- Bláboli Gábor ( 1976-1979)
- Papp Ferenc  ( 1979- 1988)

Kollár Ferenc 1984-1988  között volt a Chemos igazgatójának tanácsadója, többek között ebben az időszakban szervezte meg a gyár 25 éves jubileumát is.

## Megszűnés
Papp Ferenc nyugdíjba vonulása után a szabadkai Párt vezetés úgy értékelte, hogy a Chemos magyar vezetősége főleg magyar dolgozókat alkalmazott és rendkívüli gazdasági eredményeket értek el – így már suttogták a városban, hogy a magyarok jobb vezetők és jobb munkások mint a szerbek – ezért a Párt vezetés úgy határozott, hogy ezt a mítoszt meg kell törni. Igazgatónak kinevezték Veco Tonkovicot, akinek semmilyen szervezési-szakmai tudással nem rendelkezett – fő feladata volt a  Chemos magyar egységének  szétverése. Ebben az időben került hatalomra Belgrádban Milosevic pártvezér akinek a Chemos-ban is akadtak hívei – Zgonyanin Mile és bandája akiknek aknamunkájával sikeresen szétverték a valaha országos szinten is kiemelkedő gyárat.